# Club Atlético Torres
Club Atlético Torres Brasil (conhecido popularmente como Atlético Torres) é uma agremiação brasileira da cidade de Recife, capital de Pernambuco. Foi fundado em 19 de maio de 2022 e suas cores, presentes no escudo e bandeira oficial, são o azul e vermelho. É uma filial do clube de mesmo nome, localizado na cidade de Torres de la Alameda, na província e comunidade autónoma de Madrid, na Espanha.
Tendo como modalidade esportiva principal o futebol, o clube tem como projeto inicial, a formação e o desenvolvimento de jovens atletas e o intercambio internacional, com especialistas formados no futebol europeu. O seu “Clube mãe”, foi criado em 2015 na província de Madrid, capital espanhola. A equipe foi criada com foco na base e atenção especial ao futebol feminino. O projeto, tem viabilidade da empresa GO Sports Gestão Esportiva, que trouxe o clube para Recife, após um acordo com o Torres da Espanha, presidido por José Garcia Sánche. Teve sua filiação concedida pela Federação Pernambucana de Futebol como o mais novo clube de futebol do estado, podendo assim, disputar torneios oficiais organizados pela entidade, como as Competições de Base do Futebol Pernambucano e o Campeonato Pernambucano - Série A2.
Na temporada de 2023, o Atlético Torres está presente em quatro modalidades do futebol pernambucano. O clube disputa a Série A2 do Campeonato Pernambucano e três categorias de base: Sub-20, Sub-17 e Sub-15.

## História
O Atlético Torres possui origens enraizadas na Europa. O clube é uma extensão/filial do clube europeu Club Atlético Torres EF, sediado no pequeno município de Torres de la Alameda, com cerca de 8 mil habitantes e a 41 km da capital espanhola Madrid. A matriz foi criada em 2015 com foco na base e atenção especial ao futebol feminino. Em 2016, o clube passaria a ter a categoria masculina e disputaria competições regionais da modalidade, disputando também competições de base. Em 2021, o clube participou da quinta edição da Copa Master dos Campeões de 2021, torneio que reunia os principais jogadores veteranos que fizeram história no futebol pernambucano e do mundo. Entre os atletas, estava o atual proprietário do Clube, Rafael Gomes. Com a popularização do clube no evento, após um acordo com o Torres da Espanha, presidido por José Garcia Sánchez, o Torres do Brasil, presidido pro Rogério Filho, conseguiu trazer a “marca” para o Recife.
Em 2022, o clube oficializou a criação do Club Atlético Torres Brasil, com sede no bairro do Cordeiro, na capital pernambucana. O mais novo clube pernambucano, passa a disputar as principais competições do estado.
Depois de filiar-se a Federação Pernambucana de Futebol — (FPF-PE), ainda em 2022, o clube estreou na Segunda Divisão Pernambucana daquele ano, onde a equipe terminaria na decima segunda posição e com um aproveitamento de 52% e quinto melhor ataque da competição. Na primeira fase, o Atlético Torres chegou a defrontar equipes mais tradicionais do futebol pernambucano como: Vitória das Tabocas, que possuía dois títulos na competição, o Vera Cruz, maior campeão da Série A2 e o América-PE, um dos maiores clubes de expressão de Pernambuco, com seis conquistas na elite do futebol pernambucano e que o clube teve a proeza de golear o Verdão do Arrail, por 4 a 0. Já na segunda fase, não teve boa sequencia. Ainda no mesmo ano, estreou no Campeonato Pernambucano Sub-20, sendo eliminado nas quartas de final.

## Clube

### Associados
Atualmente, o Atlético Torres vem trilhando um caminho promissor no cenário esportivo em âmbito estadual e nacional, tendo em seu quadro de associados um número razoável de sócios. Ainda tem muito o que evoluir mas, as projeções do clube são promissoras e devem fechar seu primeiro ano de existência de até 1 mil.

### Bens e acomodações

#### Sede
- Sede social: Avenida Caxangá, 205 Madalena, Cordeiro, Recife-PE; onde está localizada a sede e o escritório adminstrativo do clube.

#### Estádio

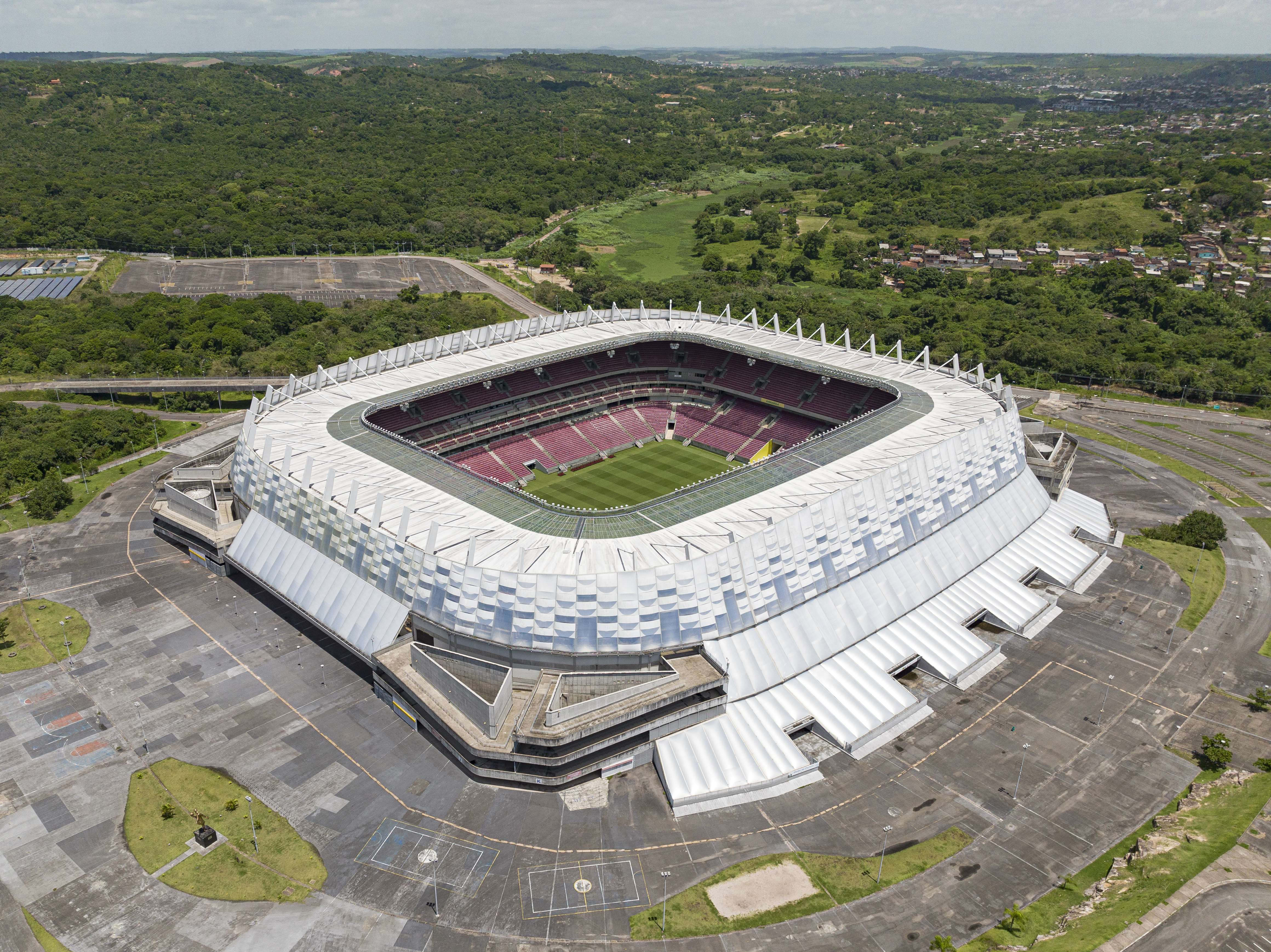
Arena de Pernambuco em 2013

A Arena de Pernambuco, também conhecida como Estádio Governador Carlos Wilson Campos, é um estádio de futebol construído em São Lourenço da Mata, município da Região Metropolitana do Recife, para os jogos da Copa das Confederações FIFA de 2013 e da Copa do Mundo FIFA de 2014 em Pernambuco, com capacidade de 44.300 pessoas. É a atual casa do Atlético Torres, em jogos oficiais do clube que não possui estádio próprio.
De acordo com a Sisbrace (Sistema Brasileiro de Classificação de Estádios), a Arena de Pernambuco está entre os 13 estádios que receberam a nota máxima na 1º avaliação publicada em 2016, tendo apenas o Allianz Parque com a nota máxima nas 3 principais áreas de avaliação: Segurança, Conforto e Acessibilidade e Vigilância sanitária. O sistema varia com uma nota de uma bola até cinco bolas, sendo uma a pior nota. Arena de Pernambuco também sedia eventos privados, como confraternizações de empresas e firmas, além de reuniões comerciais, com mais de 25 espaços diferentes para eventos.  construção e operação da Arena se deu através de uma Parceria Público Privada (PPP) entre o Governo de Pernambuco e o Consórcio Arena de Pernambuco. Pela PPP, a concessão é de 33 anos, incluindo os três anos de obras e o período de operação do espaço.
Outro estádio utilizado pelo clube, é o estádio Grito da República, localizado na cidade de Olinda e com capacidade de 15 mil espectadores.

## Estatísticas

### Campanhas de destaque
| Club Atlético Torres       | Club Atlético Torres | Club Atlético Torres | Club Atlético Torres | Club Atlético Torres |
| Torneio                    | Campeão              | Vice-campeão         | Terceiro colocado    | Quarto colocado      |
| -------------------------- | -------------------- | -------------------- | -------------------- | -------------------- |
| Pernambucano - Série A2[a] | —                    | —                    | —                    | —                    |

- a. ^  Eliminado na Segunda fase e 12°. colocado na Série A2 de 2022

### Participações
|  | Participações em 2023 |

| Competição | Competição              | Temporadas | Melhor campanha     | Estreia | Última | P | R |
| Pernambuco | Pernambucano - Série A2 | 2          | 12° colocado (2022) | 2022    | 2023   | – | – |

## Ídolos

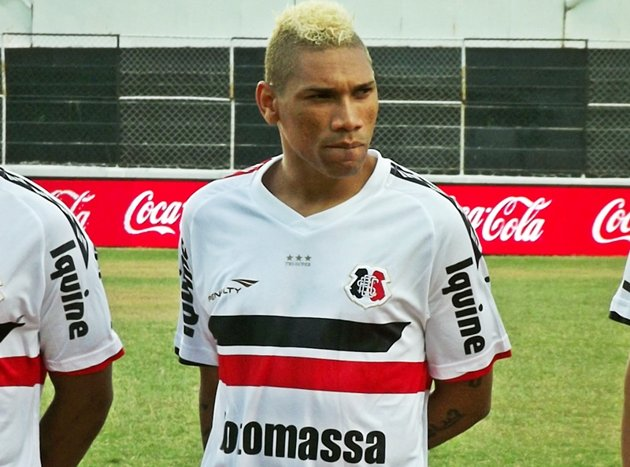
Flavio Caça-Rato, na época do Santa Cruz.

Em um ano de existência, vários jogadores tiveram passagem pelo clube. O destaque vão para o volante Everton Heleno, com passagens por Atlético Goianiense, Santa Cruz, CSA, Botafogo-PB e América de Natal e o atacante Flávio Caça-Rato, ídolo no Santa Cruz e América-PE.
Caça-Rato chega com anuncio de um pacotão de reforços, que ira disputar a Série A2 de 2023.

## Elenco atual
Última atualização: 1 de outubro de 2023.

## Atlético Torres B
O Atlético Torres ou Atlético Torres Sub-20 é um time de futebol de base alternativo ao Atlético Torres principal, servindo principalmente para revelar jogadores para a equipe principal.

### Estatísticas

#### Participações em competições
|  | Participações em 2023 |

| Competição | Competição                     | Temporadas | Melhor campanha | Estreia | Última | P | R |
| Pernambuco | Campeonato Pernambucano Sub-20 | 2          | 6º colocado     | 2022    | 2023   |   |   |

#### Campanhas de destaque
| Torneio                        | Campeão | Vice-campeão | Terceiro colocado | Quarto colocado |
| ------------------------------ | ------- | ------------ | ----------------- | --------------- |
| Campeonato Pernambucano Sub-20 | —       | —            | —                 | —               |